# Perrigny-sur-l’Ognon
Perrigny-sur-l’Ognon – miejscowość i gmina we Francji, w regionie Burgundia-Franche-Comté, w departamencie Côte-d’Or.
Według danych na rok 1990 gminę zamieszkiwały 483 osoby, a gęstość zaludnienia wynosiła 26 osób/km² (wśród 2044 gmin Burgundii Perrigny-sur-l’Ognon plasuje się na 471. miejscu pod względem liczby ludności, natomiast pod względem powierzchni na miejscu 499.).